# Воронежское (Ставропольский край)
Воро́нежское — село в Кочубеевском районе (муниципальном округе) Ставропольского края России.

## География
Расстояние до краевого центра: 59 км.
Расстояние до районного центра: 18 км.

## История
До 16 марта 2020 года село входило в упразднённый Ивановский сельсовет.

## Население
| 1989 | 2002  | 2010  | 2014  | 2021  |
| ---- | ----- | ----- | ----- | ----- |
| 869  | ↗1334 | ↗1342 | ↘1300 | ↘1088 |

По данным переписи 2002 года в национальной структуре населения преобладают русские (83 %).

## Инфраструктура
Медицинскую помощь оказывает фельдшерско-акушерский пункт.

## Достопримечательности
Несколько скважин с уникальной горячей водой. В селе за воинской частью располагается лечебница, в которой можно принять ванну с целебной водой.

## Культовые сооружения
У юго-западной окраины села находится Воронежское кладбище (общественное открытое).